# Juravlivka (Simferopol)
Juravlivka (în ucraineană Журавлівка) este localitatea de reședință a comunei Juravlivka din raionul Simferopol, Republica Autonomă Crimeea, Ucraina.

## Demografie
Componența lingvistică a localității Juravlivka
     Rusă (81,93%)
     Ucraineană (10,68%)
     Tătară crimeeană (6,57%)
     Alte limbi (0,14%)
Conform recensământului din 2001, majoritatea populației localității Juravlivka era vorbitoare de rusă (81,93%), existând în minoritate și vorbitori de ucraineană (10,68%) și tătară crimeeană (6,57%).